# Alicia Daneri
Alicia Elena Daneri Rodrigo (n. 1942) es una egiptóloga argentina, especialista en la cerámica del Antiguo Egipto y las redes de intercambio de la antigüedad. 

## Biografía
Se graduó en Historia en la Universidad Nacional de La Plata (1967), completó una Maestría en Egiptología en la Universidad de Toronto, Canadá (1968), y posteriormente el Doctorado en la Universidad de Buenos Aires (1992). 
Fue Profesora de Historia del Cercano Oriente antiguo en las Universidades de La Plata y de Buenos Aires, ha sido Investigadora del CONICET, vicedirectora del Programa de Estudios de Egiptología y directora del Departamento de Egiptología del Instituto Multidisciplinario de Historia y Ciencias Humanas (CONICET), y Directora del Instituto de Historia Antigua Oriental de la Facultad de Filosofía y Letras de la UBA y de su publicación periódica Revista del Instituto de Historia Antigua Oriental. 
Actualmente es investigadora honoraria del Centro de Estudios de Historia del Antiguo Oriente (Universidad Católica Argentina). Ha sido miembro del comité editorial de la revista científica Antiguo Oriente.
Ha sido miembro del grupo dirigido por el Profesor Donald B. Redford (Universidad de Toronto-Universidad Estatal de Pennsylvania) y ha participado en excavaciones en Egipto, en Karnak (1989 y 1991) y en el sitio de Tel Rub’a (Mendes) (1992-2005). Sus investigaciones se han centrado en temas relacionados con el material arqueológico procedente de las excavaciones franco-argentinas en Aksha; con el intercambio de bienes entre Egipto, el Mediterráneo oriental y otras regiones del mundo antiguo y con el material cerámico procedente de las excavaciones en Tel Rub’a-Mendes.

## Publicaciones
- Las dinastías VII - VIII y el Período heracleopolitano en Egipto. Problemas de reconstrucción histórica de una época de crisis. Anexos de la Revista de estudios de Egiptología: Colección Estudios. Buenos Aires, PREDE, 1992.

- Relaciones de intercambio entre Egipto y el Mediterráneo Oriental (IV - I milenio a C.). Buenos Aires, Biblos, 2001.

- (Ed. with M. Campagno) Antiguos contactos. Relaciones de intercambio entre Egipto y sus periferias. Buenos Aires, FFyL-UBA, 2004.